# ハンディキャップ・キャンプ: 障がい者運動の夜明け
『ハンディキャップ・キャンプ: 障がい者運動の夜明け』（Crip Camp: A Disability Revolution）は、ニコール・ニューナムとジェームズ・レブレクト監督・脚本・製作による2020年のアメリカ合衆国のドキュメンタリー映画である。ハイヤー・グラウンド・プロダクションズを通して元大統領夫妻のバラク・オバマとミシェル・オバマが製作総指揮を務めている。
ワールド・プレミアは2020年1月23日にサンダンス映画祭で行われ、観客賞を獲得した。2020年3月25日にNetflixで配信され、批評家に高評価された。第93回アカデミー賞長編ドキュメンタリー映画賞にノミネートされた。

## 公開
ワールド・プレミアは2020年1月23日にサンダンス映画祭で行われた。2020年3月25日よりNetflixで配信が始まった。同日には劇場公開が予定されていたが、COVID-19パンデミックにより中止された。

## 評価

### 批評家の反応
レビュー収集サイトのRotten Tomatoesでは95件のレビューで支持率は100%、平均点は8.5/10となり、「『ハンディキャップ・キャンプ』は刺激的であると同時に面白いものとして、あるグループの注目に値する物語を使って未来への希望とコミュニティの力を強調する」とまとめられた。Metacriticは29件のレビューに基づいて加重平均値は86/100と示された。

### 受賞とノミネート
| 年   | 映画祭・賞                       | 部門                       | 結果       | 参照          |
| ---- | -------------------------------- | -------------------------- | ---------- | ------------- |
| 2020 | サンダンス映画祭                 | 観客賞                     | 受賞       | [ 9 ]         |
| 2020 | サンダンス映画祭                 | 審査員大賞                 | ノミネート | [ 9 ]         |
| 2020 | マイアミ国際映画祭               | ドキュメンタリー賞         | ノミネート | [ 10 ]        |
| 2020 | マイアミ国際映画祭               | ゼノ・マウンテン賞         | 受賞       | [ 10 ]        |
| 2020 | 放送映画批評家協会賞             | ドキュメンタリー作品賞     | ノミネート | [ 11 ]        |
| 2021 | 国際ドキュメンタリー協会         | 作品賞                     | 受賞       | [ 12 ]        |
| 2021 | インディペンデント・スピリット賞 | ドキュメンタリー作品賞     | 受賞       | [ 13 ] [ 14 ] |
| 2021 | アカデミー賞                     | 長編ドキュメンタリー映画賞 | ノミネート | [ 3 ]         |